# 요시다 사토시
요시다 사토시(일본어: 吉田 智志, 1990년 2월 10일 ~ )는 일본의 전 축구 선수이다.

## 구단 경력
과거 로아소 구마모토에서 활동하였다.

## 국가대표팀 경력
그는 2007년 FIFA U-17 월드컵에 참가할 일본 U-17 국가대표팀에 선발되었으나 경기에 출전하지는 못하였다.